# Statutul de la Roma al Curții Penale Internaționale

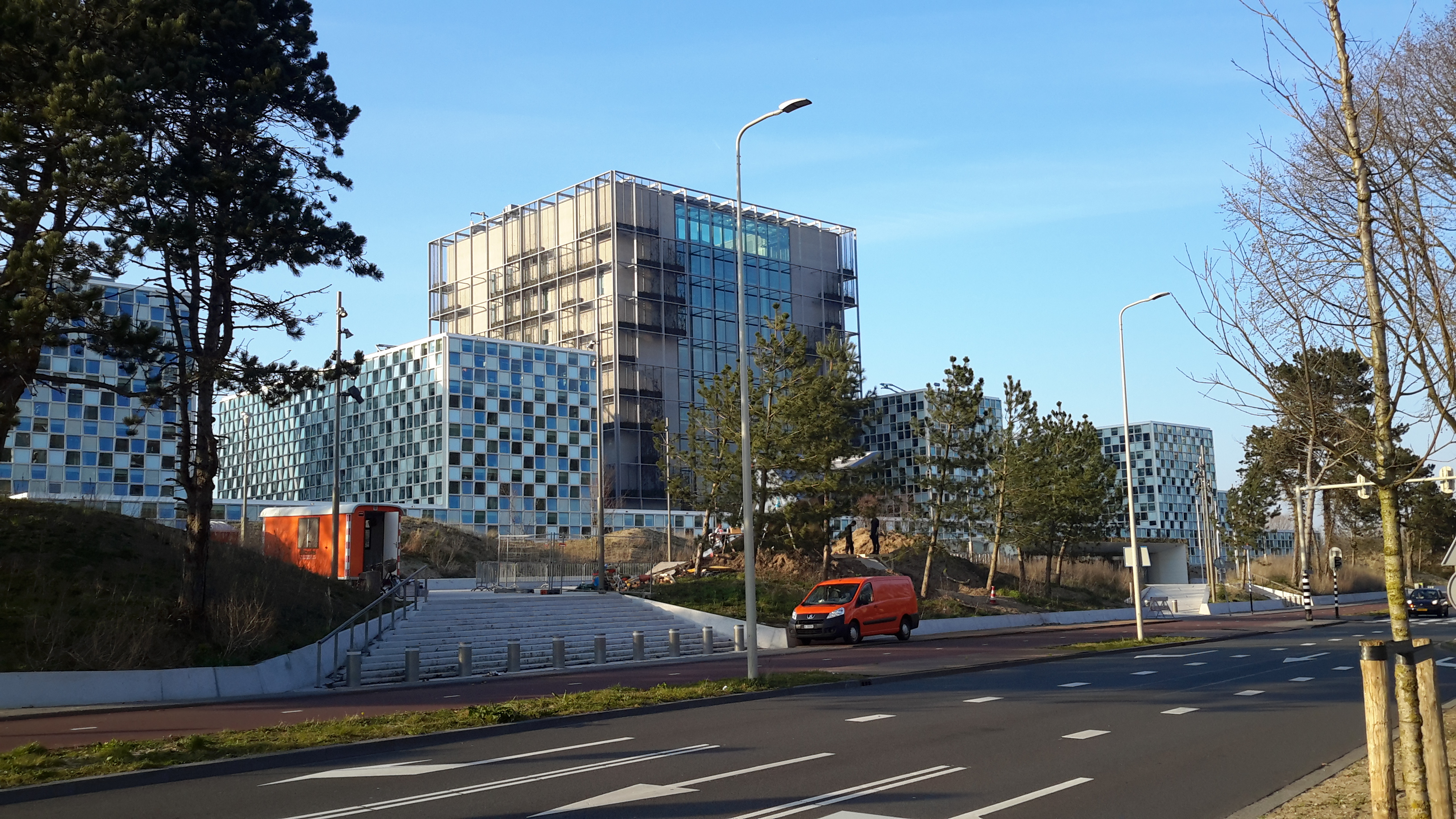
Sediul Curții Penale Internaționale de la Haga

Statutul de la Roma al Curții Penale Internaționale (denumit adesea Statutul Curții Penale Internaționale sau Statutul de la Roma) este tratatul care a instituit Curtea Penală Internațională (CPI). A fost adoptat la o conferință diplomatică de la Roma din 17 iulie 1998 și a intrat în vigoare la 1 iulie 2002. În martie 2019, 124 state sunt părți la statut. Printre altele, statutul stabilește funcțiile, jurisdicția și structura instanței.
Statutul de la Roma a stabilit trei crime internaționale de bază: genocidul, crimele împotriva umanității, crimele de război. Aceste infracțiuni „nu sunt supuse niciunui statut de limitări” . În conformitate cu Statutul de la Roma, CPI poate investiga și urmări numai cele patru crime internaționale de bază, în situații în care statele sunt „incapabile” sau „nu doresc” să facă acest lucru; competența instanței este complementară jurisdicțiilor instanțelor naționale. Instanța are jurisdicție asupra infracțiunilor numai dacă acestea sunt comise pe teritoriul unui stat parte sau dacă sunt comise de un cetățean al unui stat parte; o excepție de la această regulă este că ICC poate avea și jurisdicție asupra infracțiunilor dacă jurisdicția sa este autorizată de Consiliul de Securitate al Organizației Națiunilor Unite.

## Legături externe
- Text of the statute
- Rome Statute of the International Criminal Court — United Nations website
- Official website of the Rome Conference — speeches, press releases, photos and other materials from the conference that adopted the Statute
- International Criminal Court website
- A list of the State Parties to the Rome Statute la Wayback Machine (archived 16 iunie 2011)
- Text of the Rome Statute as amended in 2010 and 2015 — Human Rights & International Criminal Law Online Forum
- Parliamentary network mobilized in support of the universality of the Rome Statute
- Draft Statute of an International Criminal Court, 1994